# Xuân Mai, Hà Nội
Xuân Mai là một xã ngoại thành thuộc thành phố Hà Nội, Việt Nam.

## Địa lý
Xã Xuân Mai có vị trí địa lý:
- Phía đông và phía nam giáp xã Trần Phú
- Phía tây giáp tỉnh Phú Thọ
- Phía bắc giáp xã Phú Cát và Phú Nghĩa

Xã Xuân Mai nằm trên điểm giao nhau giữa Quốc lộ 6 và Quốc lộ 21A (nay là Đường Hồ Chí Minh), là cửa ngõ phía tây của thành phố Hà Nội, cách trung tâm thành phố 33 km.

## Lịch sử
Thị trấn Xuân Mai được thành lập ngày 27 tháng 3 năm 1984 theo Quyết định số 53 của Hội đồng Bộ trưởng trên cơ sở tách một phần diện tích và dân số của xã Thủy Xuân Tiên.
Ngày 16 tháng 6 năm 2025, Quốc hội Việt Nam quyết định sắp xếp toàn bộ diện tích tự nhiên, quy mô dân số của thị trấn Xuân Mai, xã Nam Phương Tiến, xã Thủy Xuân Tiên và một phần diện tích tự nhiên, quy mô dân số của xã Tân Tiến thuộc huyện Chương Mỹ cũ thành xã mới có tên gọi là xã Xuân Mai.